# Jean-Jacques Baruël
Jean-Jacques Baruël (17. juli 1923 i Aarhus – 9. februar 2010 i Birkerød) var en dansk modernistisk arkitekt. Hans hovedværk er KUNSTEN Museum of Modern Art Aalborg (sammen med Elissa og Alvar Aalto).
Baruël var søn af overingeniør Jean Prosper Baruël (1876-1950) og faglærer Anna Elisabeth Vestesen (1891-1950). Han tog afgang fra Kunstakademiets Arkitektskole 1947. Han arbejdede sammen med Alvar Aalto i Helsinki i 1948-1954, og allerede da fik deres fælles værker opmærksomhed i Danmark; især efter deres præmierede forslag i den nordiske konkurrence om et kapel og kirkegård i Kongens Lyngby fra 1952. Derefter var Baruël en af de flittigste konkurrencedeltager i danske og nordiske konkurrence. Han deltog alene eller i samarbejde med Aalto eller andre arkitekter og vandt ofte præmier.
Han modtog legat fra Den Hielmstierne-Rosencroneske Stiftelse 1950, K.A. Larssens og Hustru L.M. Larssens født Thodbergs Legat 1951 og 1957, vandt Akademiets lille guldmedalje 1956 (En bygning for dansk nutidskunst) samt bygningspræmieringer fra Gentofte og Aalborg Kommune.
Han var censor ved Kunstakademiets Arkitektskole fra 1976, fagdommer i nordisk idékonkurrence for Hervanta-området 1967 og i indbudt konkurrence om tilbygning til Christianskirken, Kongens Lyngby 1979.
Hans bygninger er påvirkede af Alvar Aaltos organisk-rytmisk arkitektur og af middelhavslandenes bygningskunst. Hans tegninger er udført med stor virtuositet og grafisk styrke. Bygningerne har ofte skarpe skulpturelle virkninger og er kendetegnede ved solide materialer og minutiøse detaljer.
Et kontinuerligt kunstnerisk arbejde med genkommende motiver i hele karrieren er karakteristisk for Baruëls metode. Piazzetta-motivet fra konkurrencen 1956 ses for eksempel i to af hans større opførte bygninger: Rådhuset i Nyköping, Sverige, 1969 og Sønderborg Handelsskole fra 1974.
Han deltog i følgende udstillinger: Charlottenborg Forårsudstilling 1953 (ammen med Alvar Aalto), 1956-57 og 1959 (sammen med Elissa og Alvar Aalto), 1960-62 og 1982; Moderna Museet, Stockholm 1960; Dansk arkitektur i udlandet, Louisiana 1964; Torino, Italien 1973; Udenrigsministeriets vandreudstilling i Vesttyskland 1974; 25 års arkitektur ude og hjemme, Københavns Rådhus 1985 samt Kunstens huse, Dansk Arkitektur Center, Gammel Dok m.fl. 1990-91.
Baruël giftede sig 15. juni 1954 i Helsinki, Finland, med Tatjana Mironow, datter af søofficer Theodor Mironow og Serafima Wedenskow. 

## Værker
- Villa, Vinrankevej 7, Hellerup (1963)
- Sønderborg Handelsskole, Sønderborg (1964)
- Nyköping Stadshus, Nyköping, Sverige (1969, sammen med Paul Niepoort)
- KUNSTEN Museum of Modern Art Aalborg, Aalborg (1972, sammen med Elissa og Alvar Aalto, 1. præmie i konkurrence 1958)
- Møbler og belysning til de tre sidstnævnte byggerier
- Projekt til Bankhaus Schaffgotsch, Frankfurt am Main (1974, sammen med Alvar Aalto)
- Villa, Olgasvej 40, Vedbæk (1987)

## Konkurrencer
- Kapel og kirkegård i Kongens Lyngby (1952, sammen med Alvar Aalto, 1. præmie og indkøbt)
- Skole i Helsinki , Finland(1954, sammen med L. Silvennoinen, 2. præmie)
- Administrationsbygning for Storebrand, Oslo (1957, sammen med Paul Niepoort, 3. præmie)
- Kapel og krematorium, Roskilde (1957, 2. præmie)
- Udformning af terræn til verdensudstilling på Vestamager (1960, sammen med Paul Niepoort, 2. og 3. præmie)
- Skole og seminarium, Odense (1960, sammen med Paul Niepoort, 3. præmie)
- Gymnasium, Køge (1960, 3. præmie)
- Stadshus, Nyköping, Sverige (1960, sammen med Paul Niepoort, 1. præmie)
- Rådhus, Farum (1961, 2. præmie)
- Universitet, Stockholm (1961, 2. præmie)
- Rådhus, Odder (1961, 2. præmie)
- Handelsskole, Sønderborg (1962, 1. præmie)
- Kulturcenter med hovedbibliotek, Gentofte (1970, 2. præmie)
- Hovedbibliotek, Ringsted (1981, 2. præmie)
- Museumsbygning for det historiske skib Regalskeppet Vasa, Stockholm (1982)